# Novabase
Novabase est une société portugaise du secteur informatique établie en 1989.
Ses activités sont orientées vers la fourniture de technologies de l'information pour des services financiers, gouvernementaux, de la santé, de l'énergie, des services publics et des secteurs de l'aérospatiale.
En 2012, son chiffre d'affaires était de 212 M €, et l'entreprise employait plus de 2 000 personnes.